# Xã Turtle Lake, Quận Cass, Minnesota
Xã Turtle Lake (tiếng Anh: Turtle Lake Township) là một xã thuộc quận Cass, tiểu bang Minnesota, Hoa Kỳ. Năm 2010, dân số của xã này là 683 người.